# Негрілешть (Бістріца-Несеуд)
Негрілешть, Негрілешті (рум. Negrilești) — село у повіті Бистриця-Несеуд в Румунії. Адміністративний центр комуни Негрілешть.
Село розташоване на відстані 352 км на північний захід від Бухареста, 37 км на північний захід від Бистриці, 64 км на північний схід від Клуж-Напоки.

## Населення
За даними перепису населення 2002 року у селі проживали 1295 осіб.
Національний склад населення села:
| Національність | Кількість осіб | Відсоток |
| -------------- | -------------- | -------- |
| румуни         | 1290           | 99,6%    |
| угорці         | 5              | 0,4%     |

Рідною мовою назвали:
| Мова      | Кількість осіб | Відсоток |
| --------- | -------------- | -------- |
| румунська | 1290           | 99,6%    |
| угорська  | 5              | 0,4%     |